# Gluschkowski rajon
Der Rajon Gluschkowo oder Gluschkowski Rajon ist eine Verwaltungseinheit in der russischen Oblast Kursk.
Der Verwaltungssitz des Rajons ist Gluschkowo.

## Geografie
Der Rajon grenzt an die Rajons Rylsk und Korenewo sowie an die ukrainischen Rajons Konotop und Sumy in der Oblast Sumy.

### Flüsse
Das Rajongebiet wird von den Flüssen Sejm (linker Nebenfluss der Desna) und Snagost durchflossen.

### Klima
In diesem Rajon ist das Klima kalt und gemäßigt. Es gibt während des Jahres eine erhebliche Menge an Niederschlägen. Dfb lautet die Klassifikation des Klimas nach Köppen und Geiger.

## Geschichte
Der Rajon Gluschkowo wurde am 30. Juli 1928 als Okrug Lgow gebildet. Im Jahr 1934 wurde er Teil der neu gebildeten Oblast Kursk.
Nach dem russischen Überfall auf die Ukraine besetzte die 95. ukrainische Polissia-Luftlandebrigade im September 2024  während der Kursk-Offensive auch russisches Territorium im Gebiet Gluschkowo.

## Kommunale Selbstverwaltung
Auf dem Territorium des Rajons Gluschkowo bestehen 2 Stadt- und 11 Landgemeinden (Dorfsowjets).

### Stadtgemeinden
| Name                | Verwaltungssitz | Anzahl der Orte | Einwohner (2010) | Fläche [km²] |
| ------------------- | --------------- | --------------- | ---------------- | ------------ |
| Siedlung Gluschkowo | Gluschkowo      | 1               | 4544             | 8,75         |
| Siedlung Tjotkino   | Tjotkino        | 1               | 3610             | 8,02         |

### Landgemeinden (Dorfsowjets)
| Name              | Verwaltungssitz    | Anzahl der Orte | Einwohner (2010) | Fläche [km²] |
| ----------------- | ------------------ | --------------- | ---------------- | ------------ |
| Aleksejewski      | Aleksejewka        | 1               | 0417             | 025,20       |
| Wesselowski       | Wesseloje          | 7               | 1079             | 065,42       |
| Swannowski        | Swannoje           | 3               | 1959             | 109,83       |
| Karyschski        | Karysch            | 2               | 0513             | 042,68       |
| Kobylski          | Kobylki            | 3               | 1179             | 048,73       |
| Korowjakowski     | Korowjakowka       | 4               | 0851             | 055,77       |
| Kulbakinski       | Kulbaki            | 9               | 1861             | 122,86       |
| Markowski         | Dronowka           | 8               | 0911             | 140,96       |
| Nischnemordokski  | Nischni Mordok     | 6               | 0793             | 108,67       |
| Popowo-Leschanski | Popowo-Leschatschi | 4               | 1048             | 066,97       |
| Suchinowski       | Suchinowka         | 4               | 0738             | 043,94       |

## Einwohnerentwicklung
| Jahr | Einwohner |
| ---- | --------- |
| 2002 | 28.147    |
| 2004 | 27.300    |
| 2007 | 24.537    |
| 2009 | 23.794    |
| 2010 | 22.661    |
| 2011 | 22.528    |
| 2012 | 21.761    |
| 2013 | 21.269    |
| 2014 | 20.751    |
| 2015 | 20.280    |
| 2016 | 19.845    |
| 2017 | 19.503    |
| 2018 | 19.139    |